# We as Human
Gli We as Human sono un gruppo musicale statunitense formatosi a Sandpoint, Idaho nel 2006.

## Storia
La band si è formata nel 2004 ed ha pubblicato il loro primo album Until We're Dead il 20 settembre 2006. In seguito, il gruppo pubblicò indipendentemente un EP intitolato Burning Satellites.
Nel 2010 John Cooper, cantante degli Skillet, li presentò ai dirigenti dell'Atlantic Records. Nel 2011 pubblicarono l'EP We as Human che raggiunse la 35ª posizione della Billboard Top Christian Albums chart e al numero 27 dell'Heatseekers Albums chart.
Il 25 giugno 2013 venne pubblicato l'album di debutto We as Humans che è arrivato al terzo posto della Billboard Top Christian Albums chart e all'ottavo posto della Billboard Hard Rock charts. Il brano Strike Back è stato candidato per il Best Rock Song of the Year Dove award del 2013 e raggiunse la posizione numero 20 della Hot Mainstream Rock Tracks chart. Dall'album è stato estratto il singolo Take the Bullets Away, pubblicato il 1º maggio 2014, che vede la partecipazione di Lacey Sturm.
Dopo la pubblicazione dell'album il gruppo si è esibito al fianco di diversi gruppi, tra cui Avenged Sevenfold, Skillet, Korn, Black Stone Cherry, Kyng, Papa Roach, e Shinedown.

## Formazione
- Justin Cordle – voce
- Jake Jones – chitarra, seconda voce
- Justin Forshaw – chitarra
- Brooks Holt – batteria

## Discografia

### Album in studio
- 2006 – Until We're Dead
- 2013 – We as Human

### EP
- 2007 – Burning Satellites
- 2011 – We as Human

### Singoli
- 2014 – We Fall Apart

## Riconoscimenti
GMA Dove Awards
- 2013 – Candidatura per Rock Song of the Year per Strike Back
- 2014 – Candidatura per Rock Song of the Year per Zombie[11]
- 2015 – Candidatura per Rock Song of the Year per Dead Man